# Mwezi IV
Mwezi IV Gisabo, né en 1840 et mort le 21 août 1908, est le souverain du royaume du Burundi de 1852 à sa mort. 

## Biographie
Il est fils du roi Ntare IV Rugamba et de Vyano.
Durant son règne, le Burundi est colonisé par les Allemands. Une tentative d'accord en 1890 autorise le roi à rester en place, tout en reconnaissant l'autorité allemande. Mwezi IV refuse de se soumettre, de porter des vêtements européens et interdit la présence de missionnaires et d'administrateurs. Il résiste également à des guerres internes provoquées par son demi-frère Kirima et son gendre Maconco, soutenus par les Allemands.
Le 6 juin 1903, par le traité de Kiganda, l'Allemagne reconnait officiellement la souveraineté du roi du Burundi sur son pays, et celui-ci accorde le droit de faire des affaires au Burundi sous son autorité, c'est la colonisation indirecte allemande qui va durer vingt ans, de 1896 à 1916, année où les armées alliées en Afrique orientale chassent l'armée impériale allemande d'Afrique et de ses colonies : l'Afrique orientale allemande, établie en 1891 à Dar Es Salaam, annexe officiellement le Burundi et les petits royaumes adjacents sur les rives orientales du lac Tanganyika.

## Unions et descendance
On connaît onze épouses et 25 enfants de Mwezi IV.
- Avec Inabamoso :
  - Inangongo
  - Sebubandi
- Avec Inabisenge :
  - Mahinga
  - Kijogori
  - Ntahushira
- Avec Inabakuza :
  - Setoborwa
  - Setakwa
  - Ngumije
- Avec Inaberege
  - Mayabu
  - Muhitira
- Avec Musaniwabo :
  - Ntarugera
  - Kitandazi
  - Rugema
- Avec Inabantu :
  - Kabondo
  - Nyamumira
- Avec Ririkumutima :
  - Nduwumwe
  - Karabona
  - Bangura
  - Nganguzi
  - Bishinga
- Avec Narwino :
  - Bikinanintama
  - Sangabane
- Avec Simbashiramakenga :
  - Gicondo
- Avec Gihimbare :
  - Barangeza
- Avec Ntibanyiha :
  - Mutaga IV Mbikije